# الشبطلية
الشبطلية إحدى قرى ريف محافظة اللاذقية في سوريا، تبعد عن البحر حوالي 1 كم وترتفع عن سطح البحر حوالي 100 متر وتقع على بعد 18 كم شمال مدينة اللاذقية وسط الطبيعة الخلابة التي يتميز بها ريف الساحل السوري عموما، تحيط بها الغابات والجبال الخضراء وكروم الزيتون والبرتقال من الجهات الأربع.
أعلى نقطة في محيط القرية ترتفع حوالي 300 م عند قمة جبل الكبير شمال القرية مما جعلها جبلية وتطل على البحر ويعمل جزء من أهلها بالصيد البحري وفيها معصرتان لعصر الزيتون لهما شهرة قديمة، يحيط بالقرية جبالٌ خضراء وخاصة من الجهات الشمالية والشرقية أبرزها جبل الكبير وجبل عبود ومن أشهر المناطق الزراعية المحيطة: الزعترلية - ترسلان - جبل عبود - نبع الكبير وفيها نبع ماء معروف يرفد إحدى السواقي المائية - الساقي - الييلق- الجور - حجرة البيضا- كرم ستور - الكشفة- الأمرودية - وفي شمال القرية مجرى مائي معروف اسمه«الدوار» جريانه موسمي بعد أن كان دائم الجريان في الماضي القريب، وهناك نبع القرية الشهير في الشمال الغربي المعروف باسم«العان - العين» ولازال هذا النبع الرقراق يفيض بالماء العذب ويستخدمه عابروا السبيل بعد أن كان في الماضي مصدر مياه الشرب للقرية، وكان مقصداً للنزهة ولعب الأطفال. وفي القرية عدد من المدارس (روضة الشهيد سليمان أسعد - ابتدائية الشهيد علي حلوم - ثانوية الشهيد أمير سلكان)، وعدد من دور الحضانة الخاصة.

## السكان
ويبلغ عدد سكانها حوالي 5 ألف نسمة ويتميز سكان الشبطلية بالكرم وحسن الخلق واللطافة وبعلاقات اجتماعیة وأسرية ممیزة وبنسبة تعلیم عالیة،

## المساحة والحدود
تمتد القرية على مساحات واسعة من الأراضي من قرية خربة الجوزية في الجنوب والجنوب الشرقي وحتى جبال قرية وادي قنديل في الشمال ومن الطريق السريع "اللاذقية _ كسب" في الشرق وحتى البحر المتوسط في الغرب ومن القرى المجاورة قريتي" صليب التركمان " وبرج إسلام"" خربة الجوزية""نهر العرب""وادي قنديل"
أما المزارع التي تتبع القرية فهي«البياضة_ الدقاقة _ الدروقيات»

## الشخصيات الهامة
ومن أشهر العائلات فيها آل (حلوم-برهوم- حمدان - محرز جورية - زريق - جبيلي- إسماعيل- دريوسي- بشماني-شحرور-نجار- دياب-دقماق- بعبع..وغيرها).
من عائلة آل حلوم العريقة عدد كبير من الشخصيات الهامة في الأدب والدين والعلم والفن والفكر ومختلف ميادين الإبداع وأشهر الأسماء من أبناء هذه العائلة العريقة:
_ الشيخ المفكر الدكتور العلامة«محمّد علي حلوم» وله حوالي 40 مؤلف في مختلف مجالات الفقه والدين واللغة والعرفان والتصوف 
_ الفنان السوري «وضاح حلوم»
_ الدكتور المفكر المهندس منذر حلوم
_ الدكتورة الشاعرة والناقدة«أحلام حلوم»
_ الأديب اللغوي الدكتور عماد الدين حلوم، صاحب كتاب «معجم الكلمات الوافدة»
- المخرج السينمائي نزار حلوم مدیر نقابة الفنانین باللاذقية سابقاً
ومن أشهر الشخصيات التاريخية لقرية الشبطلية:
_الشيخ المفتي «علي حلوم أبو إبراهيم» الذي كان مفتياً للعلويين بين أعوام1930_1970م
_ الشيخ أحمد علي حلوم«الذي تسلم مهام الإفتاء بعد والده الشيخ علي حلوم» وبقي حتى وفاته عام 1998م ومن أهم أعماله بناء مسجد الامام علي الهادي «ع» في القرية
_الشيخ القاضي الشرعي العلامة«أحمد حلوم أبو نصر»
- الشيخ علي حلوم الشبطلية«الشيخ علي الشبطليّة» الذي يُضرب به المثل بالكرم الحاتمي والأمر بالمعروف والنهي عن المُنكر
-الشيخ سلمان حلوم القبّة المعروف بالشجاعة والفروسية
- الشيخ إبراهيم حلوم «الريحانة» المعروف بكراماته وتقواه
- الشيخ حسن أحمد حلوم المعروف بتقواه وزُهده
- الشيخ سلمان حسن حلوم المعروف بالزهد والتقى والورع حتى أُطلق عليه «شيخ المتّقين»
- الشيخ صلاح الدين حسن حلوم، الزاهد العابد.
- الشيخ الشاعر صالح علي حلوم
- الشيخ علي محمد حلوم أبو أحمدالمشهور بمعرفته بالحكمة وفنونها 

إضافة إلى الشخصيات الدينية. يوجد في القرية شخصيات اجتماعية معروفة ومشهورة من أهمها (سليمان برهوم) المعروف بأنه أول علوي يعمل بالتجارة في مدينة اللاذقية عام 1943بعد أن كانت التجارة حكرا على أهل المدينة من السنة كما ويعد سليمان برهوم مشهورا في القرية والمناطق المحيطة بها بكرمه الحاتمي وأصالته وتقديمه الكثير في سبيل الحفاظ على المحبة بين أبناء القرية وحل النزاعاتت بينهم سواء بالمال أو بالكفالة ولا تزال أفعاله مضربا للمثل في الكرم بين أهل القرية.
وعلاوة على كل هذا يعد المستوى التعليمي في القرية مرتفعا حيث تحوي أطباء ومهندسين من كافة الاختصاصات إضافة إلى أعداد كبيرة من طواقم المدرسين والمهنيين.
ويوجد في القرية دكتور في مادة الرياضيات (عفيف برهوم) يدرس الرياضيات في جامعة تشرين.
‌